# Feministična psihologija
Feministična psihologija je veja kritične psihologije, katere predmet preučevanja je spol, njeni cilji pa so politični.

## Definicija feministične psihologije
Maggie Humm meni, da feministična teorija temelji na treh predpostavkah:
1. Spol je družbeni konstrukt in je bolj zatiralen do žensk
2. Patriarhat (moška dominacija družbenih institucij) oblikuje te konstrukte
3. Izkustva žensk nam pomagajo pri predstavljanju bodoče neseksistične družbe

Sue Wilkinson pa izpostavlja dve temeljni temi:
1. Feminizem ceni ženske in jih preučuje na njihov način
2. Feminizem se zaveda potrebe po družbeni spremembi s strani žensk, torej je političen

Iz teh predpostavk črpa tudi feministična psihologija.

## Kritika tradicionalne psihologije
Sue Wilkinson izpostavlja, da je tradicionalna psihologija ženskam naredila več škode kot koristi. Pravi:
1. Psihologija pogosto jemlje moškega kot normo in žensko kot devianta. Zato je netočna, ko pride do spoznanj o ženskah.
2. Individualizira probleme žensk in njihove vzroke išče v ženskah samih.
3. Psihologinje in psihologi, ki ugotavljajo, da psihologija ni pravična do žensk in zagovarjajo, da so ženske drugačne in potrebujejo biti slišane, so v nevarnosti reproduciranja tradicionalnih spolnih stereotipov
4. Preveč pozornosti usmerja na individum kot vir ospoljenih dejanj.

S. Wilkinson meni, da se je potrebno v psihologiji znebiti ženskosti in moškosti kot temeljnih kategorij.

## Seksizem in legitimizacija spolne neenakosti

### Neenak egalitarizem
Neenak egalitarizem je besedna zveza, ki jo je skovala Margaret Wetherell. Ko je izvajala intervjuje s študenti na temo kariernih možnosti žensk je ugotovila, da ogromen delež študentov podpira načelo enakih kariernih možnosti žensk in obsoja diskriminacijo. Podrobna analiza vsebine intervjujev pa je pokazala, da kljub temu, da se deklarirajo kot veliki podporniki egalitarizma, večina študentov najde razloge, zakaj se enakosti ne da doseči. To se navadno kaže v:
- navajanju praktičnih razlogov (npr. starševstvo, konflikt dela in družine, stres) in/ali
- navajanju vrojenih psiholoških značilnosti žensk (npr. materinski čut).

Intervjuji so torej razkrili, da kljub temu, da se posamezniki deklarirajo za naklonjene ekanosti, istočasno ponujajo najrazličnejše razloge, zakaj mora biti ta enakost omejena. Na nek način zagovarjajo status quo in od žensk na kariernem področju pričakujejo manj.

### Pravična nepravičnost
Ros Gill je 6 let za M. Wetherell izvedla podobne intervjuje, v katerih je spraševala po obrazložitvah, npr. zakaj ženske ne zasedajo določenih položajev. Ugotovila je, podobno kot M. Wetherell, da so se sogovorniki deklarirali za enakost, razloge za stanje pa so pripisali:
- drugim, npr. publiki, strankam, raziskavam (npr. ljudje na radiju raje poslušajo moški glas)
- lastnostim depriviligirane skupine (npr. ženske zvenijo smešno, niso kompetentne)

Tudi drugi avtorji ugotavljajo, da napetost med vrednotami enakosti in diskriminatornimi praksami ne predstavlja problema za stabilnost institucije. Prav nasprotno - prav to je ena izmed lastnosti ki ohranja stabilnost. Politična moč in status quo se namreč ohranjata s pomočjo kontradiktornih ideologij in diskurzov. Točno to je eno izmed polij delovanja kritične psihologije, ki opozarja, da deklarirana stališča niso direktno povezana z družbeno spremembo.